# Fraser Patrick
Fraser Patrick (Glasgow, 8 de noviembre de 1985) es un jugador de snooker escocés.

## Biografía
Nació en la ciudad escocesa de Glasgow en 1985. Es jugador profesional de snooker desde 2015, aunque se ha caído del circuito profesional en más de una ocasión y se ha visto obligado a recuperar su plaza. No se ha proclamado campeón de ningún torneo de ranking, y su mejor resultado hasta la fecha fue alcanzar los octavos de final dos veces, a saber: los del Abierto de Inglaterra de 2021, en los que cayó (2-4) ante Luca Brecel, y los del Masters de Europa de 2022, donde se vio superado (2-5) por Tom Ford. Tampoco ha logrado hilar ninguna tacada máxima, y la más alta de su carrera está en 139.